# Jean Walschaerts
Jean Walschaerts (Anvers, 19 de maig de 1943) va ser un ciclista belga, que fou professional entre 1965 i 1967. Va combinar la carretera amb el ciclisme en pista. Com a amateur, va guanyar el Campionat del món en Persecució.

## Palmarès en pista
- 1963
  -  Campió del món amateur en persecució
- 1965
  -  Campió de Bèlgica amateur en derny